# 太平洋鼠鯊
太平洋鼠鯊（學名：Lamna ditropis），又名鮭鯊，是出沒於北太平洋的鯊魚。太平洋鼠鯊是頂級掠食者，專吃鮭魚、魷魚、銀鱈及鲱魚。太平洋鼠鯊的特徵是可以保持體溫，即恆溫性。在東太平洋及西太平洋之間，牠們的性別分佈有所差別，但至今未明原因。

## 生物學
成年的太平洋鼠鯊的身體大部份呈深灰色至黑色，腹部呈白色有暗斑點。幼鯊在外觀上相似，但卻沒有這些斑點。鼻端短及成錐形，整體外形很像幼年的大白鯊。
太平洋鼠鯊一般成長至2至2.6米長及220公斤重。雄性的最大體型也較雌性的小。未證實的報告指太平洋鼠鯊可以有4.3米長，而已證實最大的就約有3米長。

### 生殖
太平洋鼠鯊是卵胎生的，每胎約有2至5頭幼鯊。就像其他的鼠鯊目，太平洋鼠鯊是食卵黃的，胚胎在母體內時會以母親的卵子作為食物。
雌性會在8至10年達至性成熟，而雄性一般會在5歲達至性成熟。牠們的繁殖期並不清楚，相信每兩年會在夏末或初冬進行交配。妊娠期約9個月。有研究就指牠們出生的性別比例為每一頭雌性就有2.2頭雄性。

### 恆溫性
太平洋鼠鯊是小數可以控制其體溫的魚類。牠們是以反流交換來控制其體溫。流往末端的血液靠近回流的血液，從而造成傳熱。回流的血液是溫暖的，可以保持身體的溫度。這種能力相信是可以幫助太平洋鼠鯊在不同的水溫中追捕獵物。

## 分佈
太平洋鼠鯊是生活在海岸至濱岸帶及光合作用帶的海域，且出沒於北方較冷水溫的地方。牠們在大陸海面很普遍，但只限於近岸至近海灘區域。牠們會單獨或成群出現，又或會幾頭一同獵食魚群。
太平洋鼠鯊主要生活於北太平洋，包括海岸及遠洋區域。最南的可以達至日本海、台灣海峽、及南加利福尼亞州，最北可到達北緯65°的阿拉斯加。個別的太平洋鼠鯊有試過下潛至水深668米處，不過一般牠們都是在光合作用帶的。

### 區域分野
在東北太平洋及西北太平洋的太平洋鼠鯊年齡及性別分佈有差異。東面雌性較多，而西面的則是雄性較多。這個差異的成因不明，有可能是因不同魚群的基因不同，又或是因牠們的生長及發育不同。

## 人類影響

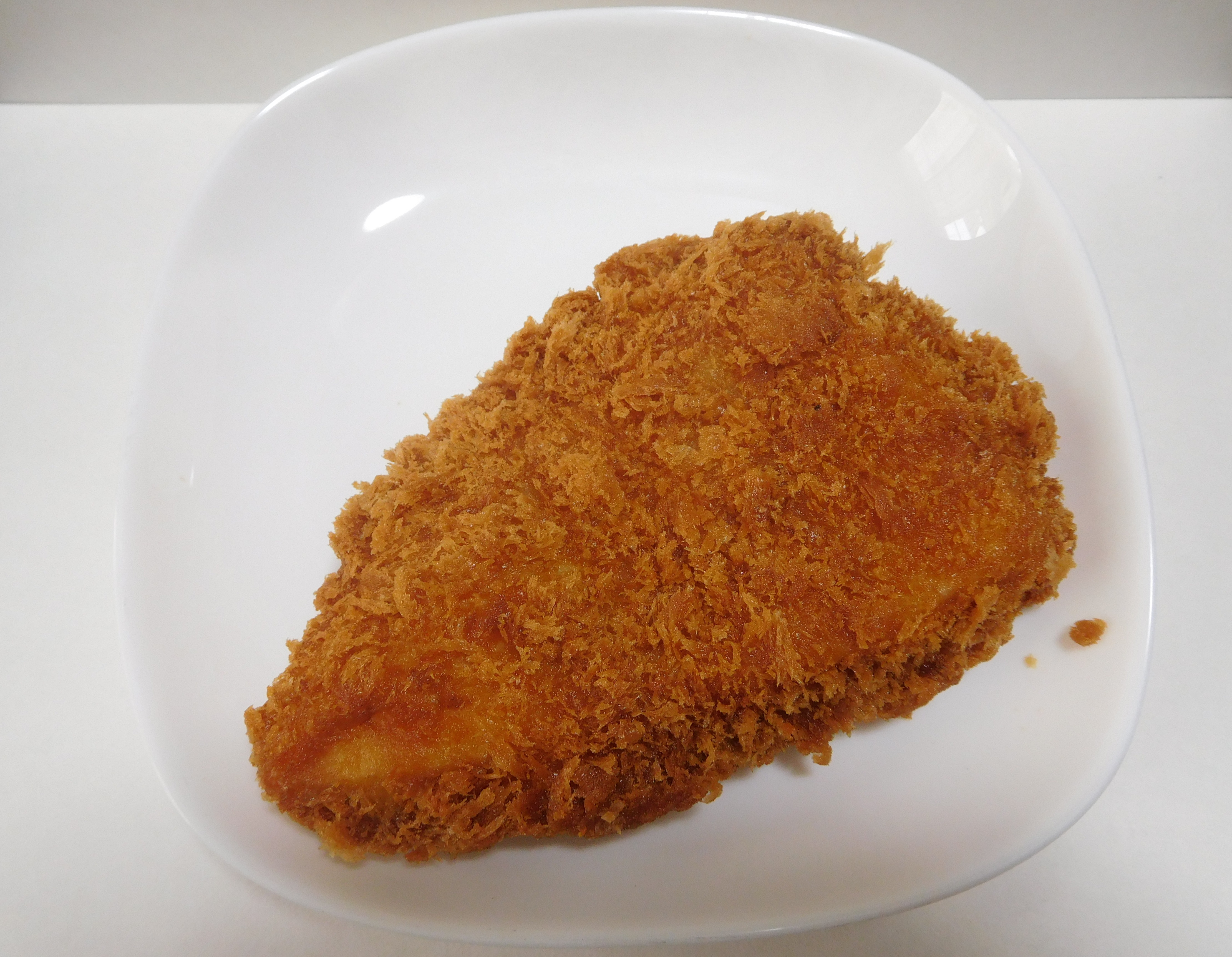
在日本被稱為”MORO”的鯊魚料理

現時沒有捕捉太平洋鼠鯊作商業用途，但有時會因鮭魚漁業而成為被丟棄的副漁獲物。其實太平洋鼠鯊對於漁業是一種滋擾，因為牠們會破壞捕魚裝置，且會消耗一定的漁獲。有一些報導指漁民會故意傷害太平洋鼠鯊。
在阿拉斯加，太平洋鼠鯊會作為釣魚體育的獵物。阿拉斯加的釣魚法規就限制了每人每年只可以捕捉不多於兩頭的太平洋鼠鯊。
太平洋鼠鯊的心臟在日本宮城縣的氣仙沼市是一種魚生的材料。魚肉在栃木縣被稱為"MORO"，作為配飯小菜食用。
雖然太平洋鼠鯊被認為是會傷害人類，但卻只有少數。有報導指潛水員曾被太平洋鼠鯊的攻擊，且有太平洋鼠鯊碰撞船隻。不過這類報導未有明確的證據證明這些鯊魚就是太平洋鼠鯊。

## 外部連結
- Froese, R. & Pauly, D. (eds.) (2006). Lamna ditropis. FishBase. Version 2006-05.
- Salmon shark fact sheet（页面存档备份，存于）
- Florida Museum of Natural History, information about salmon sharks
- TOPP, Tagging of Pacific Predators, a research group that tags salmon sharks to learn more about their habits.